# Pedro Barreto
Pedro Ricardo Barreto Jimeno S.J. (Lima, 12 de febrero de 1944) es un educador, eclesiástico y defensor ambiental católico peruano. Fue arzobispo de Huancayo, desde 2004 hasta 2024, y vicario apostólico de San Francisco Javier, entre 2001 y 2004. También, fue primer vicepresidente de la Conferencia Episcopal Peruana, presidente de la Red Eclesial Panamazónica (REPAM) (2020-2022) y fue gran canciller de la PUCP (2022-2024). Actualmente, es presidente de la Conferencia Eclesial de la Amazonía (CEAMA).

## Biografía
Pedro Ricardo nació el 12 de febrero de 1944, en la ciudad peruana de Lima. Hijo de Pedro Ricardo Barreto Gutiérrez y de Elvira Jimeno Blasco, nacida en Buenos Aires (Argentina) y migrando al Perú a los nueve años; siendo el segundo de seis hermanos.
Realizó su formación en el Colegio de la Inmaculada, de los Jesuitas; graduándose en 1960.
Estudió Filosofía en la facultad de los Jesuitas en Alcalá de Henares (España; 1965-1967). Luego, estudió Teología en el Seminario Arquidiocesano de Cuzco y en la Facultad de Teología Pontificia y Civil de Lima (1969-1972).
Tras realizar estudios de Educación en la Universidad Marcelino Champagnat, obtuvo el título de Educador.

### Vida religiosa
El 31 de mayo de 1961, ingresó en el noviciado de la Compañía de Jesús. Realizó la profesión solemne el 3 de octubre de 1976.
Su ordenación sacerdotal fue el 18 de diciembre de 1971.
- Asistente del maestro de novicios (1972-1973).
- Profesor y director espiritual del Colegio Cristo Rey de Tacna (1973-1982).
- Párroco y superior de la comunidad jesuita de Tacna (1976-1982).
- Responsable de la Pastoral Vocacional de la Provincia Jesuita (1982-1985).
- Director espiritual del Colegio Francisco Javier de Lima.
- Superior del noviciado jesuita (1985-1988).
- Párroco y superior de la comunidad "Ntra. Sra. de los Desamparados" de Lima.
- Socio del Provincial y consultor de la Provincia Jesuita (1989-1992).
- Párroco y superior de la comunidad de Ayacucho (1992-1995).
- Párroco y superior de la comunidad de Tacna (1995-2001).

En 1980, conoció a Jorge Bergoglio S.J., cuando era provincial de los jesuitas de Argentina, con motivo de un retiro en Buenos Aires. Barreto le comentó que su madre había vivido en Argentina hasta los nueve años, en Flores, por lo que Bergoglio se dedicó a enseñarle los lugares en los que había vivido su madre. Desde entonces, se mantuvieron "muy unidos".

### Episcopado
El 21 de noviembre del 2001, el papa Juan Pablo II lo nombró obispo titular de Acufida y vicario apostólico de San Francisco Javier (o de Jaén en el Perú). Fue consagrado el 1 de enero de 2002, en la Basílica de San Pedro de Lima, a manos de su predecesor, el obispo José María Izuzquiza. Tomó posesión de la sede día 6 del mismo mes.
En enero de 2003, fue elegido representante de los Obispos de la Selva en el Consejo Permanente de la Conferencia Episcopal Peruana (CEP). También, fue elegido delegado de la CEP ante la Consejo Episcopal Latinoamericano (CELAM), celebrada en Paraguay.
El 17 de julio de 2004, fue nombrado arzobispo de Huancayo. Tomó posesión canónica el 5 de septiembre del mismo año, durante una ceremonia en la  Basílica Catedral de Huancayo. El 29 de junio de 2005, en una ceremonia en la Basílica de San Pedro, recibió la imposición del palio arzobispal de manos del papa Benedicto XVI.
En octubre de 2005, participó en el Sínodo de los obispos sobre la Eucaristía, celebrado en Roma, como representante del Perú. En mayo de 2007, participó de la V Conferencia General del Episcopado Latinoamericano, realizada en Aparecida (Brasil). 
- Presidente de la Comisión Episcopal de Acción Social (CEAS) de la CEP.
- Presidente del Departamento de Justicia y Solidaridad del CELAM.
- Primer vicepresidente de la CEP (2012-2015; 2018-2022; desde 2022).

El 29 de septiembre de 2012, fue nombrado miembro del Pontificio Consejo para la Justicia y la Paz.
En 2019, presentó su renuncia como lo establece el Código de Derecho Canónico. El 12 de febrero de 2024, cumplió ochenta años; el papa Francisco aceptó su renuncia, como arzobispo de Huancayo, nombrado a su sucesor al mismo tiempo. También, con base en lo dispuesto en el motu proprio Ingravescentem aetatem del papa Pablo VI de 1970, abandona la lista de cardenales electores y cesa en todos los cargos que ostentaba en la Curia romana.

### Cardenalato

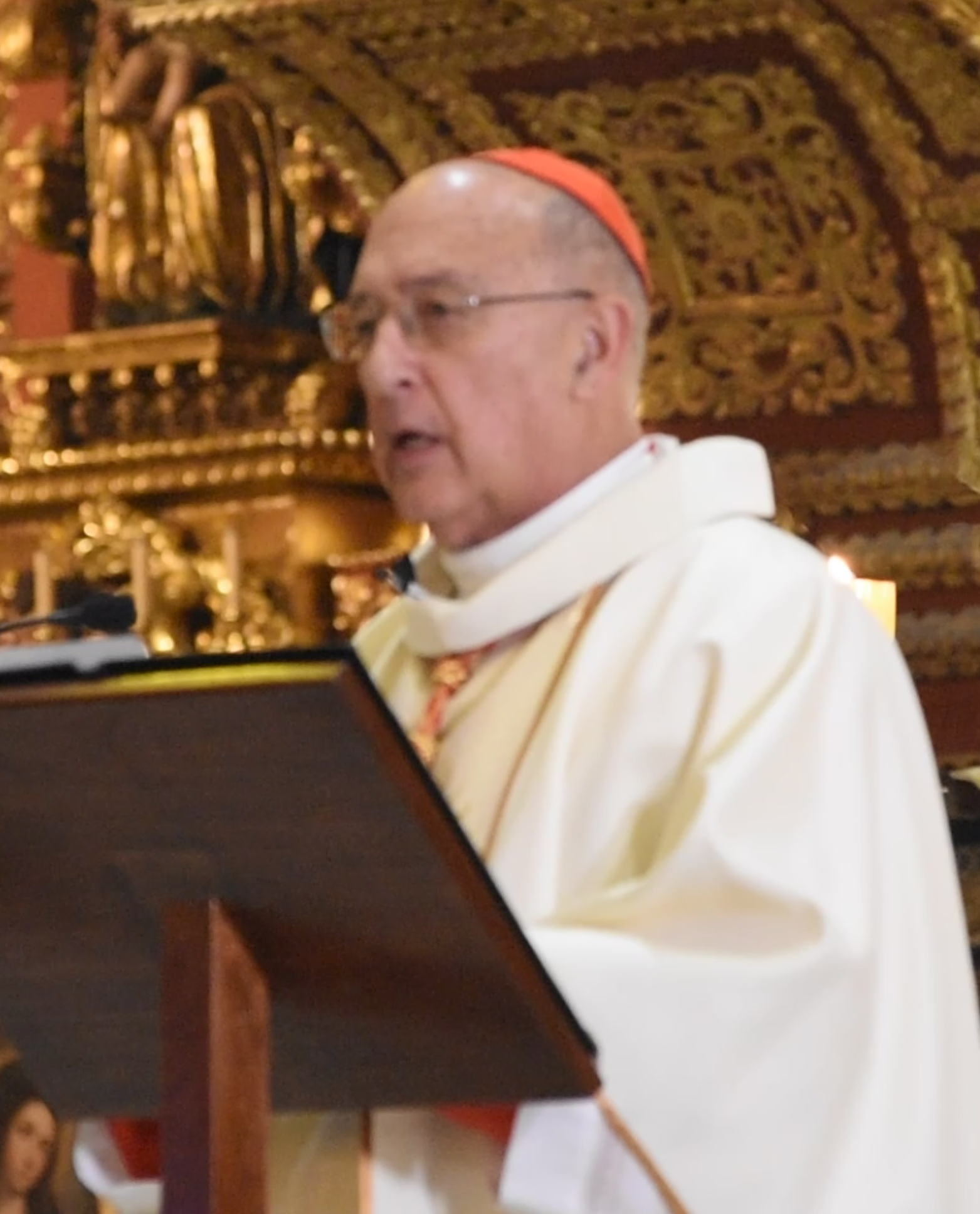
Barreto en la Iglesia de San Pedro de Lima, en julio de 2018.

El 20 de mayo de 2018, durante el Regina Caeli del papa Francisco, se hizo público que sería creado cardenal. Fue creado cardenal por el papa Francisco durante el consistorio del 28 de junio del mismo año, con el titulus de cardenal presbítero de Santos Pedro y Pablo en Vía Ostiense. Tomó posesión formal de su Iglesia Titular en una celebración el 10 de marzo de 2019.
El 6 de octubre de 2018, fue nombrado miembro del Dicasterio para el Servicio del Desarrollo Humano Integral.
El 7 de septiembre de 2019, fue nombrado uno de los tres presidentes delegados de la Asamblea Especial del Sínodo para la Amazonia, prevista en el Vaticano del 6 de octubre al 27 de 2019. Fue elegido miembro del Consejo Especial de la Asamblea Especial del Sínodo para la Amazonia el 23 de noviembre de 2019.  En el Sínodo, dijo que quienes se oponen al papa Francisco "quieren una iglesia estática, una iglesia de doctrina, más que una de acción pastoral. Quieren una iglesia diferente a la que Jesús quiere, que sea una iglesia solidaria, una iglesia que realmente responda a las necesidades de las personas y de la naturaleza misma".
Presidente de la Red Eclesial Panamazónica (REPAM), el 14 de octubre de 2020, iniciando oficialmente el cargo el 9 de noviembre, durante la asamblea virtual del REPAM. Mantuvo este cargo hasta el 27 de julio de 2022, oficialmente el 9 de agosto.
El 8 de marzo de 2022, fue nombrado gran canciller de la Pontificia Universidad Católica del Perú (PUCP) por un período de tres años. El 27 de marzo de 2022, fue elegido presidente de la Conferencia Eclesial de la Amazonía (CEAMA) para el período 2022-2026.
El 7 de agosto de 2023 fue confirmado como miembro del Dicasterio para el Servicio del Desarrollo Humano Integral, usque ad octogesimum annum aetatis.

## Posiciones políticas e ideológicas

### Minería en La Oroya

El arzobispo Barreto en 2018.

Por iniciativa del arzobispado de Barreto, se instaló en marzo del 2005, la Mesa de Diálogo: "Solución Integral y Sostenible al Problema de Salud Ambiental y Laboral en La Oroya y  de la cuenca del Río Mantaro", que está integrada por más de 60 instituciones del Estado y la sociedad civil de la región de Junín; de la cual es presidente.
Pedro Barreto está comprometido con los intereses de los vecinos de La Oroya, por lo que es atacado con amenazas de muerte. Los ciudadanos están expuestos a enormes problemas de salud debido a la industria minera y a regulaciones medioambientales inadecuadas.

### Sodalicio de Vida Cristiana
En una entrevista con Crux Now, Barreto preguntado sobre la investigación de la Santa Sede al Sodalicio de Vida Cristiana, comentó que «nos llamó la atención que el Papa tomó la decisión de enviar al arzobispo Scicluna y al sacerdote Jordi Bertomeu. Pude hablar con ellos... Personalmente, y también la propia Iglesia, no entiende por qué la Santa Sede (no) toma la decisión de disolver esta organización, que desde el punto de vista de los abusos, han sido muy graves». Explicó que «dicen que hay algunas complicaciones, pero yo personalmente no lo entiendo, entonces confío en que pronto tengamos una decisión de acompañar a esas víctimas, que están (esperando) desde hace 20 años».

### Gobierno de Castillo
En 2021, Barreto se vio envuelto en una fuerte polémica por sus declaraciones que fueron interpretadas como un apoyo al candidato presidencial Pedro Castillo, acusado de tener vínculos con el terrorismo comunista de Sendero Luminoso. Barreto criticó los video mensajes realizados por futbolistas de la selección peruana, en los que rechazan el comunismo, alientan a mantener la unidad en el país y votar por la democracia y la libertad. La mayoría de estos deportistas, formaron parte de la campaña "Ponte la Camiseta", usando la ropa característica de la selección de fútbol. A esta acción, Barreto dijo en una entrevista que si bien "cada ciudadano tiene libertad para expresar su posición política", pidió que los deportistas "no saquen la cara teniendo como emblema la sagrada blusa del Perú". "Esto sí me parece es una utilización política que hay que reprobar".
A finales de octubre de 2022, Barreto dijo a El Comercio que "el presidente Pedro Castillo lo único que ha sido es un estorbo para la democracia". Luego, reafirmó considerar que la mejor salida a la crisis política es que Castillo renuncie a su cargo, y así “dar un paso al costado” debido a las cuestionamientos por presuntos actos de corrupción en los que estaría implicado junto a su familia.
Tras el intento de autogolpe de Estado de Castillo, Barreto mencionó "ahora, tenemos que buscar el bien común de todos los peruanos, apoyar esta salida democrática, pero que no resuelve el problema de fondo", además de decir que hubo un rechazo total y "unánime por parte de todas las instituciones democráticas del Estado", en la decisión tomada por el mandatario.

## Premios y reconocimientos
- Premio "Ángel Escobar Jurado" de la Coordinadora Nacional de Derechos Humanos (CNDH), por su labor en la defensa de los derechos humanos (2010).[37]
- Medalla de Honor del Congreso en el Grado de Caballero, del Congreso de la República del Perú (2011).[6]
- Personaje regional, Radio Programas del Perú.
- Orden “El Sol del Perú”, en el Grado de “Gran Cruz”.

También, ha recibido varias condecoraciones por su labor a favor de los derechos humanos y de los indígenas.

## Escudos de armas
|           |
| Arzobispo |

|          |
| Cardenal |